# Francisco Javier Farinós
Francisco Javier Farinós Zapata (Valencia, España, 29 de marzo de 1978) es un exfutbolista español que ocupaba la demarcación de mediocentro defensivo.
Formado como futbolista en la cantera del Valencia, debuta en 1996 con el club valencianista en Primera División, alcanzando su cénit futbolístico la temporada 1999-2000, logrando el subcampeonato en Liga de Campeones, tras la que fue traspasado al Inter de Milán de Italia por 2.000 millones de pesetas (12 m€). Permanece ligado cinco temporadas al cuadro «neroazzurro», con dos cesiones a Villarreal y Mallorca entremedias, retornando finalmente a España en 2005, tras un decepcionante paso por Milán. En 2006 ficha por el Hércules de Alicante, con el que disputa cinco temporadas (2006-11), logrando un ascenso a Primera División.
Como internacional español, disputó más de 40 partidos con las categorías inferiores de la selección nacional. En 1999 debutó como internacional absoluto, llegando a disputar dos partidos.

## Trayectoria

### Inicios
Francisco Javier Farinós, nacido en la pedanía valenciana de La Torre, se formó como futbolista en la cantera del Valencia, club del cual era seguidor desde siempre, se inició en el fútbol profesional de la mano del Valencia B en Segunda B. En esa época ya formaba parte de las categorías inferiores de la selección nacional.

### Valencia C. F.
Pasó a integrar la primera plantilla del Valencia a partir de la temporada 1996/97, en la que Jorge Valdano lo hace debutar en Primera, el 8 de diciembre ante el Deportivo de la Coruña, en Riazor. La temporada 1998/99, logra su primer título con la Copa del Rey de 1999 en la final de Sevilla ante el Atlético de Madrid y posteriormente la Supercopa de España ante el Barcelona, donde marcó un decisivo gol acercándose el final del partido que certificó la victoria valencianista. En su última temporada con el club valencianista 1999/2000, bajo las órdenes de Héctor Cúper, fue uno de los fijos en el centro del campo junto a Gerard, Mendieta o Kily González, culminando la temporada con el subcampeonato en Liga de Campeones, tras haber eliminado a la Lazio en cuartos y al Barcelona en semifinales.

### Inter de Milán
Tras las magníficas campañas que Javier Farinós realizó con el Valencia, media Europa se lo rifaba. Fue el AC Milan el primero en darle el visto bueno. Le ofreceron un contrato de 6 millones de euros brutos anuales. En cuestión de dos semanas, las negociaciones se rompieron por un problema con la cláusula de rescisión del jugador, y así fue como su eterno rival, el Inter se apresuró a no dejarlo escapar. El club milanense le daría 19 millones de euros al Valencia, lo cual supuso un fichaje bastante caro para el año 2000 (posición número 15 en esa temporada a nivel mundial). Le adjudicaron el dorsal 31.
Debutó titular con la camiseta del Inter en la supercopa italiana contra la Lazio marcando un gol de falta, el segundo para su equipo, partido que se llevó el conjunto de la capital por 4-3.Tras su gol el 5 de noviembre de 2000 ante el Verona, fue convocado de nuevo un año después por José Antonio Camacho con la selección española para el partido contra Holanda que se disputaría en el Estadio de la Cartuja de Sevilla.
Farinós pasó 13 meses lesionado.
La temporada siguiente, la 2001/02, el inter contaba con una de las mejores plantillas jamás vistas, ya que en ella militaban futbolistas como Ronaldo, Javier Zanetti, Christian Vieri, Clarence Seedorf, Marco Materazzi, Toldo, Álvaro Recoba y Adriano, entre otros. Un equipo plagado de estrellas individuales, pero que colectivamente no llegaron a conseguir ningún título. Farinós llevó el 8 en la espalda esa temporada y la siguiente. El famoso 5 de mayo de 2002, él y su equipo perdieron la liga en la última jornada de la Serie A contra el Lazio por 4-2 cuando dependían de ellos mismos y finalmente quedaron en tercera posición por detrás del campeón la Juventus y la AS Roma. Alcanzó las semifinales de la Copa de la UEFA en el 2002 cediendo ante el Feyenoord Rotterdam que sería el campeón de la competición.

#### Cesión al Villarreal
Tras pasar los primeros meses de la temporada 2002/03 lesionado, aunque disputó el derbi Milán-Inter completo, el Inter y el representante del jugador llegaron a un acuerdo para cederlo al Villarreal C. F. en el mercado de invierno por media temporada. En el Villarreal se encontró con jugadores como Martín Palermo. Se trataba de un Villarreal aún por construir, un villarreal que ganaría la intertoto los dos años siguientes para disputar la copa de la UEFA. Fue un año óptimo para Farinós siendo titular en prácticamente todos los encuentros.
Destaca en esta temporada, haber logrado un gol en Valencia que significaría la primera victoria del submarino amarillo en Mestalla en su historia, por 1-2.
El club que le pagaba, el Inter, donde había comenzado la temporada, consiguió ser segundo de la Serie A, aunque a siete puntos del campeón, la juventus. Tras su buen rendimiento, regresaría a Milán. El club castellonense intentó por todo lo alto que el futbolista se quedara mínimo una temporada más, pero el Inter quiso recuperarlo.

#### Vuelta a Milán
Afrontó con optimismo su retorno a Italia. Fue el autor del cuarto de los seis goles que su equipo le endosó al Reggina, un partido que concluyó 6-0. En esta última temporada en el calcio, su progresión fue de menos a más. Al inicio de la temporada salía al terreno de juego desde el banquillo, y al final la acabó como titular.
Se recuerda un buen partido ante el Lecce, actuando de cerebro del equipo, o en la visita a Modena realizando un magistral pase desde medio campo a Álvaro Recoba que el uruguayo culminó en gol. Fue el interista al que le sacaron un mayor número de amonestaciones a lo largo de la temporada con 8.
El Inter consiguió el objetivo de meterse entre los cuatro primeros y disputar la próxima Champions League, y además logró ser semifinalista de la Copa de Italia.

### R. C. D. Mallorca
Dos serían las temporadas que el Mallorca se haría cargo de Javier Farinós, la primera como cedido del Inter. A mediados de agosto de 2004 cambió de aires, volviendo a España. Lució el 10 a la espalda.
La primera temporada fue una auténtica locura, que bien recuerdan en las Islas. Farinós disputó 29 partidos.
A falta de dos meses para la conclusión de la temporada (siete partidos), el Mallorca se encontraba decimoctavo a diez puntos por abajo de la salvación, donde se encontraba el Levante. Farinós realizó un buen final contribuyendo a numerosas asistencias y marcando tres goles que valieron oro. Siempre que metío gol como bermellón, lo hizo para abrir el marcador del partido.
En la 35.ª jornada en El Sadar de Pamplona, Farinós enganchó un pelotazo contra la red a más de cuarenta metros que significó el primer gol del partido, que al final concluiría 1-1, si no llega a ser por un gol legal anulado al Mallorca a finales de partido.
En la antepenúltima jornada, el Athletic visitó las islas. Javier Farinós transformó el 1-0 de penalti. El partido, protagonizado por remontadas continuas de los dos equipos, finalmente acabaría 4-3. En esa jornada el Barcelona conseguía en Valencia un empate contra el Levante que les serviría para alzarse con la Liga. Poco a poco, la distancia entre Mallorca y Levante se iría acortando.
En la penúltima jornada, el Mallorca visitaba Riazor para jugarse la salvación. Farinós, primero, junto a Arango y Okubo finiquitaron el encuentro por 0-3. Desde la capital del Turia, los levantinos se quejarían del defensa deportivista Romero por aflojarse durante compases del encuentro.
Llegaba la última jornada y el RCD Mallorca había remontado 11 puntos en 6 jornadas, y ya se situaba un punto por encima del Levante. A Son Moix llegó el Real Betis. Por su parte el Levante visitaba Villarreal. Los valencianos se adelantaron en el marcador y el Mallorca se encontraba en ese momento en Segunda División. Como el Sevilla (cuarto clasificado) perdía en su casa contra el Málaga, al Villarreal C. F. (quinto) sólo le hacía falta empatar. Mallorca tembló por esto. Por suerte Diego Forlán para conseguir su Bota de Oro decidió marcar y el Mallorca empatando posteriormente el partido, salvó la temporada. Como si de un título se tratase festejaron por todo lo alto su salvación.
Los mallorquines se consolidarían definitivamente en primera división después de haber estado agonizando parte de la temporada. Esa misma temporada, el club al que aún pertenecía Farinós y en el que había empezado la pretemporada, el Inter, había logrado la copa italiana.
La siguiente temporada 2005/06 no fue bastante buena para el centrocampista, debido a una pérdida total de su forma física. Gozó de muchísimos menos minutos que la anterior campaña, en donde era titular indiscutible, y Farinós terminaría por apagarse. Solamente pudo lograr un gol en 17 partidos.

### Hércules C.F.

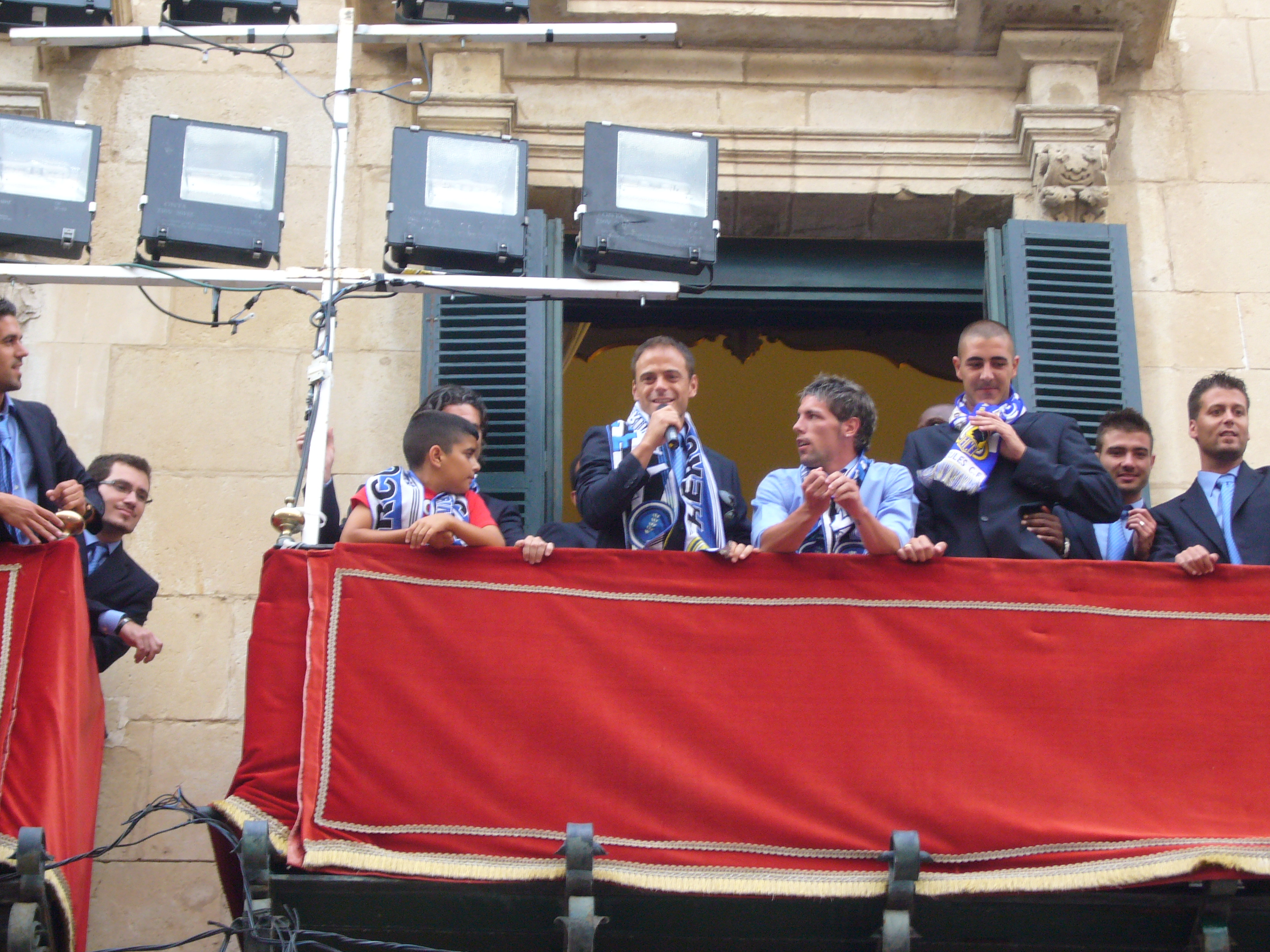
Farinós en el ayuntamiento de Alicante tras el ascenso a Primera división con el Hércules C. F. en la temporada 2009/10.

En septiembre de 2006, y ya con la carta de libertad que le puso el Mallorca, fue a hacerse pruebas con el Charlton Athletic de la liga inglesa. Definitivamente no quisieron ficharle, y un antiguo entrenador suyo en las categorías inferiores del Valencia, Javier Subirats, por aquel entonces director técnico del Hércules C.F., decidió contratarle.
Recibió pitidos el primer año un Farinós totalmente bajo de forma, donde se recuerdan partidos tristes como contra el Real Madrid Castilla, cuando fue sustituido en el minuto 30 de la primera parte.
El primer año se olvidó pronto cuando en la temporada siguiente, Farinós de iba convirtiendo en el alma del Hércules, en su cerebro organizativo. En la temporada 2008/09, un espléndido Farinós y su equipo, de la mano de Juan Carlos Mandiá, consiguieron la mayor puntuación de la historia de la categoría sin haber ascendido. Quedaron en cuarta posición.
Con la marcha de Juan Carlos Mandiá al Racing de Santander, el Hércules contrató a un viejo conocido del fútbol español, que acababa de subir al Xerez como primero de la Liga Adelante a primera disivión logrando la máxima puntuación de la historia de la competición, Esteban Vigo. Farinós le cedió el brazañete de capitán al número diez Tote.
La temporada 2009/10 la realiza igual de magnífica que la última, llegando a colocarse la mayoría del tiempo en las posiciones de ascenso. Aunque al concluir la primera vuelta le sacaban 15 puntos al cuarto, al terminar la temporada se conseguiría el ascenso a Primera División en la última jornada como segundo clasificado empatado a puntos con tercero y cuarto. Tras pasar los últimos 4 meses de campeonato jugando lesionado para ayudar al equipo a ascender, hace que en la reciente temporada en primera división no haya aparecido hasta la fecha debido a una recaída de la lesión y está recuperándose de momento.
Según confiesa Farinós, su estancia en el Hércules C.F. significará su renacimiento en el mundo del fútbol. Su primera temporada fue de bajo rendimiento debido a haber estado un año en blanco. Desde 2008 rinde a un gran nivel demostrando garra y genialidad, y numerosos equipos de primera se han interesado por él. Jugador vital del ascenso.
Con el ascenso conseguido, Farinós y el Hércules C. F. llegan a un acuerdo para prolongar su contrato por dos temporadas.
Tras haber jugado 4 meses lesionado eso le pasó factura y tuvo que estar 7 meses fuera de los terrenos de juego. Tras su recuperación, su debut con el Hércules se produjo el 29 de enero de 2011 frente al Barcelona, sustituyendo a Matias Flitzer en la segunda parte. Fue un debut agridulce ya que lo expulsaron por doble amarilla y su equipo perdió 0-3.

### Levante U. D.
En la temporada 2011/12 no renueva con el  Hércules y firma contrato por una temporada con opción a otra con el Levante Unión Deportiva. En su nueva temporada con el Levante logran él y el equipo jugar Europa League para la próxima temporada.
El Levante Unión Deportiva quiere ejercer su opción de renovar a Farinos pero el jugador se niega, ya que según dice, va a estar lesionado mucho tiempo y asegura que fichará por el Levante Unión Deportiva en el mercado de invierno si mejora su lesión. A mitad de la temporada 2012/2013, tras su grave lesión, es contratado por el Villarreal CF tras un tiempo estando de prueba. Finalmente el 11 de febrero de 2014, tras no superar la lesión, decide colgar las botas.

## Selección nacional
Pasando por todas las categorías inferiores de la selección española, participó en el mundial juvenil de la FIFA en 1997, llegando hasta los cuartos de final y marcando dos goles.
Su primera convocatoria con la selección absoluta se produjo el 18 de agosto de 1999, en un encuentro que España disputó en Varsovia contra Polonia, y donde España ganó por 1-2. La segunda convocatoria se produjo a mediados de noviembre del año 2000 tras el buen inicio de Farinós en la liga italiana. España jugaba contra Holanda en la Cartuja de Sevilla, y los holandeses se llevaron el partido por 1-2. A partir de ahí, Farinós padeció de su pubis por 15 meses, no volviendo a ser convocado por el seleccionador nacional José Antonio Camacho.

## Estadísticas
| Club                 | País   | Año       | Partidos | Goles |
| -------------------- | ------ | --------- | -------- | ----- |
| Valencia Mestalla    | España | 1995-1997 | 17       | 3     |
| Valencia C. F.       | España | 1996-2000 | 157      | 15    |
| Inter de Milán       | Italia | 2000-2002 | 33       | 1     |
| Villarreal C. F.     | España | 2003      | 22       | 2     |
| Inter de Milán       | Italia | 2003-2004 | 16       | 1     |
| R.C.D. Mallorca      | España | 2004-2006 | 48       | 5     |
| Hércules de Alicante | España | 2006-2011 | 153      | 22    |
| Levante U. D.        | España | 2011-2012 | 30       | 1     |
| Villarreal C. F.     | España | 2012-2014 | 11       | 1     |

### Promedio de goles
En esta tabla figuran los goles oficiales marcados por Farinós en cada uno de los clubs por los que ha pasado, sumando competiciones naciones e internacionales:
|                    | Partidos | Goles | Promedio | Torneos                                     |
| ------------------ | -------- | ----- | -------- | ------------------------------------------- |
| Valencia "B"       | 15       | 3     | 0.2      | Liga                                        |
| Valencia C. F.     | 149      | 13    | 0.08     | Liga, Copa, Supercopa, Europa (+Intertoto). |
| Inter de Milán     | 76       | 3     | 0.03     | Liga, Copa, Supercopa, Europa.              |
| Villarreal C. F.   | 22       | 2     | 0.09     | Liga, Copa.                                 |
| Real Mallorca      | 48       | 5     | 0.10     | Liga, Copa.                                 |
| Hércules C. F.     | 141      | 21    | 0.14     | Liga, Copa.                                 |
| Selección Española | 2        | 0     | 0        | Absoluta                                    |
| TOTAL              | 451      | 47    | 0.10     |                                             |

## Palmarés
| Equipo(s)         | Equipo(s)           | Nacionales                  | Nacionales                  | Nacionales                  | Subtotal                    | Continentales | Continentales | Continentales | Mundiales | Subtotal | Total |
| ----------------- | ------------------- | --------------------------- | --------------------------- | --------------------------- | --------------------------- | ------------- | ------------- | ------------- | --------- | -------- | ----- |
| Equipo(s)         | Equipo(s)           | Liga                        | Copa                        | Supercopa                   | Subtotal                    | C1            | C2            | S1            | M1        | Subtotal | Total |
| Bandera de España | Valencia C. F.      | –                           |                             |                             | 2                           | –             | –             | –             | –         | –        | 2     |
| Bandera de España | Selección de España | No compite a nivel nacional | No compite a nivel nacional | No compite a nivel nacional | No compite a nivel nacional | –             |               | –             | –         | 1        | 1     |
| Total             | Total               | –                           | 1                           | 1                           | 2                           | –             | 1             | –             | –         | 1        | 3     |

## Anécdotas
- Coincidió con el entrenador Héctor Cúper en tres equipos: Valencia, Inter y Mallorca.
- En los cuartos de final de la Copa de la UEFA (2001/02) entre Valencia Club de Fútbol e Inter de Milán, y en su regreso a Mestalla, Farinós tuvo que ponerse de portero, tras la expulsión de Francesco Toldo. Gozó de algunas paradas, y el resultado se mantuvo por 0-1 favorable al Inter de Milán. Con este marcador, los italianos pasaron a semifinales.[7]
- Estuvo presente en el primer partido oficial de la historia de la selección valenciana en 2001, ganando 4-1 a Lituania, y marcando él 3 goles, siendo el máximo protagonista del partido.
- Ha jugado en cuatro de los equipos más importantes de la Comunidad Valenciana: Valencia C. F., Villarreal C. F., Hércules C. F. y Levante U. D.
- En sus primeros días como futbolista profesional en el Valencia C. F. le quitó el balón de las manos a su compañero Ariel Ortega para lanzar él el penalti.
- En 1997 marca su primer gol en Primera División en un Hércules C. F.-Valencia C. F. disputado en Alicante dedicando el tanto a los Ultras Yomus del Valencia desplazados al Rico Pérez.